# Football Club Slovan Liberec
Il Football Club Slovan Liberec o, più semplicemente Slovan Liberec, è una società calcistica ceca con sede nella città di Liberec. Fu fondata nel 1958 e gioca nella 1. liga, la massima divisione del campionato ceco di calcio.
Vanta la vittoria di 3 campionati cechi e 2 Coppe della Repubblica Ceca. Dal 1978 disputa le partite interne allo Stadio u Nisy di Liberec. In precedenza era di scena allo Stadio municipale (Stadion Městský).

## Storia
Lo Slovan Liberec nasce nel 1958. Milita per circa trent'anni tra la seconda e la terza divisione del calcio cecoslovacco. Nel giro di quindici anni, tra il 1970 e il 1986, il club vince in quattro occasioni il proprio girone nella terza serie cecoslovacca. Dal 1986 riesce a mantenersi in seconda categoria per sette anni di fila, fino alla dissoluzione della Cecoslovacchia.
Nel 1993 lo Slovan Liberec termina il torneo di seconda divisione al quinto posto: rientrando tra le prime sei del campionato cadetto cecoslovacco, il club con sede a Liberec viene promosso direttamente nella neonata massima divisione ceca.
Si stabilisce subito nella parte medio-alta della classifica e raggiunge anche la finale di Coppa della Repubblica Ceca nel 1998-1999, sconfitto dallo Sparta Praga per 1-0. Si rifà l'anno seguente, quando, dopo aver eliminato Slavia Praga e Sigma Olomouc, sconfigge in finale il Baník Ratíškovice per 2-1 e si aggiudica per la prima volta la coppa nazionale. Si tratta anche del primo trofeo vinto dal club a livello nazionale. Nel 2001 lo Slovan esordisce nelle competizioni europee, giocando la Coppa UEFA, e nel corso della stagione vince per la prima volta il campionato ceco, trascinato dal duo offensivo ceco Štajner-Nezmar, i quali realizzano 29 gol (15 il primo e 14 il secondo), ottenendo, inoltre, i primi due posti nella classifica marcatori. Il campionato è vinto per una sola lunghezza nei confronti di Sparta Praga e Viktoria Žižkov, appaiate al secondo posto.
La squadra partecipa nella successiva stagione ai play-off per entrare in Champions League. Qui lo Slovan affronta subito una delle squadre più forti dell'edizione della competizione, il Milan, futuro vincitore della Champions, che però fatica ad eliminare i cechi: infatti, dopo la vittoria per 1-0 a Milano, i rossoneri perdono per 2-1 a Liberec rischiando una clamorosa eliminazione. La squadra ceca retrocede dunque in Coppa UEFA, dove elimina i georgiani della Dinamo Tbilisi 4-2 (3-2 a Liberec e 1-0 a Tbilisi), l'Ipswich Town ai tiri di rigore per 4-2 dopo l'1-1 complessivo (0-1 a Ipswich e 1-0 a Liberec), per poi venire eliminata dal Panathinaikos (2-2 a Liberec e vittoria greca per 1-0 ad Atene). Nella stagione 2002-2003 la squadra giunge al quarto posto in classifica, potendo così partecipare alla Coppa Intertoto, competizione europea che i biancoazzurri disputano nel 2003. Dopo aver eliminato gli irlandesi dello Shamrock Rovers vincendo per 2-0 a Liberec e per 2-0 a Dublino, e gli spagnoli del Racing Club vincendo per 1-0 a Santander e per 2-1 in casa, i cechi affrontano in semifinale i tedeschi dello Schalke 04, futuri vincitori del torneo, che escludono lo Slovan Liberec dalla competizione ottenendo un successo di misura in casa per 2-1 e pareggiando 0-0 in Repubblica Ceca. Nel campionato successivo lo Slovan chiude sesto in classifica, riuscendo a trovare un posto per la Coppa Intertoto.
Dopo aver escluso dalla competizione continentale l'FKZ TS Dubnica con un netto 7-1 (2-1 a Dubnica nad Váhom e 5-0 a Liberec), il Roda JC per 2-1 (1-0 a Liberec e 1-1 a Kerkrade dts) e il Nantes, sconfitto alla regola dei gol fuori casa dopo un pari 2-2 (1-0 a Liberec e 1-2 a Nantes), la formazione danubiana si scontra nuovamente contro i tedeschi dello Schalke, il cui unico precedente internazionale è il confronto nella precedente edizione che ha visto prevalere la squadra tedesca; questa volta, però, è la finale. Come nella precedente occasione, lo Schalke vince in casa per 2-1, ma in trasferta strappa un decisivo 1-0 che sancisce la sconfitta dello Slovan, impedendogli l'accesso alla Coppa UEFA. Nel 2004-2005 la squadra giunge quinta in campionato, penalizzata di sei punti (senza la penalizzazione avrebbe guadagnato una posizione in più) ottenendo comunque la partecipazione alla Coppa Intertoto per il terzo anno consecutivo. Nell'edizione 2005 della Coppa Intertoto lo Slovan riesce ad eliminare gli israeliani del Beitar Jerusalem imponendosi per 7-2 (successo in casa per 5-1 e vittoria anche in trasferta per 2-1); nel turno successivo, invece, il Roda JC riesce, grazie alla regola dei gol in trasferta, ad eliminare i cechi dopo l'1-1 complessivo (0-0 a Roda e 1-1 a Liberec). Nel campionato 2005-2006 i biancoazzurri si lasciano alle spalle Mladá Boleslav, Slavia Praga e Teplice, aggiudicandosi la seconda vittoria del titolo ceco in cinque anni.
Grazie a questo successo la squadra partecipa nuovamente alla Champions League, ma viene subito estromesso dai russi dello Spartak Mosca, vittorioso per 2-1, finendo così in Coppa UEFA: qui il Liberec supera i serbi della Stella Rossa Belgrado per 4-1 (2-0 a Liberec e 2-1 a Belgrado) arrivando nella fase a gironi nel gruppo C con AZ Alkmaar, Siviglia, Sporting Braga, Grassopphers. Chiude con due pareggi, contro il Siviglia (0-0) e l'AZ (2-2), quattro sconfitte, tra cui il 4-0 subito contro il Braga, e una sola vittoria, quella per 4-1 contro gli svizzeri del Grassopphers. I risultati non consentono al club di andare oltre il quarto e ultimo posto nel raggruppamento. Nel 2006-2007 lo Slovan giunge al quarto posto in campionato. Nella successiva Coppa Intertoto viene subito eliminato dai kazaki del Tobol per 3-1 (1-1 a Kostanai e 0-2 a Liberec). Nel campionato 2007-2008 conclude al sesto posto e arriva fino alla finale di coppa nazionale contro lo Sparta Praga, con cui pareggia per 0-0 e perde per 4-3 ai tiri di rigore. Nella stagione 2008-2009 la squadra resiste alla vittorie delle formazioni praghensi e raggiunge il terzo posto in campionato, valevole per l'accesso all'Europa League, anche grazie alle reti del capocannoniere Andrej Kerić.
Nel 2009-2010, in Europa League, la squadra elimina il Vaduz per 3-0 (1-0 a Vaduz e 2-0 a Liberec), ma si ferma contro la Dinamo Bucarest, che, dopo aver perso per 3-0 a tavolino, rimonta la sconfitta dall'andata con un 3-0 a Liberec che costringe le squadre ai tiri di rigore: dopo una lunga serie la spuntano i romeni per 9-8. Dopo un nono ed un settimo posto in campionato nelle stagioni 2009-2010 e 2010-2011, la squadra di Liberec torna a vincere il campionato nella stagione 2011-2012. La successiva stagione vede lo Slovan chiudere al terzo posto il campionato e partecipare alla Champions League per la prima volta dopo sei anni: qui la squadra si ferma al terzo turno preliminare, mentre il seguente percorso in Europa League si arresta nel turno di play-off.
Nel 2013-2014 il club ottiene il quarto posto e in Europa League arriva a disputare la fase a gironi, dove con 9 punti ottiene il secondo posto nel raggruppamento dietro al Siviglia (contro cui lo Slovan rimane imbattuto). Ai sedicesimi di finale il club ceco viene eliminato dagli olandesi dell'AZ Alkmaar. Lo Slovan non riesce a ripetersi l'anno seguente, venendo eliminato al terzo turno preliminare dai romeni dell'Astra Giurgiu con un risultato complessivo di 6-2. La stagione 2014-2015 si chiude con un deludente dodicesimo posto in campionato, ma con la vittoria della coppa nazionale (3-1 ai rigori nella finale contro lo Jablonec dopo l'1-1 dei tempi supplementari). Il Liberec si piazza terzo nel campionato 2015-2016, annata in cui riesce a qualificarsi alla fase a gironi di Europa League: nel raggruppamento si piazza al terzo posto con 7 punti, frutto di un pareggio e di una vittoria contro gli olandesi del Groningen e di un sorprendente successo (1-0) in casa dell'Olympique Marsiglia. Lo Slovan si ripete anche l'anno seguente, arrivando alla fase a gironi e concludendola, però, all'ultimo posto con 4 punti, raccolti nelle due sfide contro il club azero del Qarabağ. Seguono un nono posto e due sesti posti consecutivi in 1. liga.

## Allenatori
- Štefan Čambal (1º gennaio 1955-1º gennaio 1956)
- Josef Bican (1956-1959)
- Jiří Štol (luglio-20 ottobre 1997)
- Josef Petřík (21 ottobre 1997-30 novembre 1998; 15 novembre 2009-8 novembre 2010)
- Ladislav Škorpil (1º dicembre 1998-31 gennaio 2004; 11 ottobre 2007-14 novembre 2009)
- Stanislav Griga (10 dicembre 2003-15 giugno 2005)
- Vítězslav Lavička (2004-2007)
- Michal Zach (luglio-10 ottobre 2007)
- Petr Rada (9 novembre 2010-30 giugno 2011)
- Jaroslav Šilhavý (2011-2014)
- Samuel Slovák (luglio-31 dicembre 2014)
- Jiří Kotrba (1º gennaio-28 febbraio 2015)
- David Vavruška (1º marzo-30 giugno 2015)
- Jindřich Trpišovský (1º luglio-dicembre 2017)
- David Holoubek (dicembre 2017-maggio 2018)
- Zsolt Hornyák (giugno 2018-maggio 2019)
- Pavel Hoftych (giugno 2019-agosto 2021)
- Luboš Kozel (agosto 2021-)

## Palmarès

### Competizioni nazionali
- Campionato ceco: 3

2001-2002, 2005-2006, 2011-2012
- Coppa della Repubblica Ceca: 2

1999-2000, 2014-2015

### Altri piazzamenti
- Campionato ceco:

Terzo posto: 2008-2009, 2012-2013, 2015-2016
- Coppa della Repubblica Ceca:

Finalista: 1998-1999, 2007-2008, 2019-2020
Semifinalista: 2003-2004, 2004-2005, 2012-2013
- Supercoppa della Repubblica Ceca:

Finalista: 2012, 2015
- Coppa Intertoto UEFA:

Finalista: 2004
Semifinalista: 2003

## Organico

### Rosa 2024-2025
Aggiornata al 9 agosto 2025.
| N. |                           | Ruolo | Calciatore       |
| -- | ------------------------- | ----- | ---------------- |
| 1  | Rep. Ceca (bandiera)      | P     | Tomáš Koubek     |
| 2  | Rep. Ceca (bandiera)      | D     | Dominik Plechatý |
| 3  | Rep. Ceca (bandiera)      | D     | Jan Mikula       |
| 4  | Belgio (bandiera)         | D     | Milan Govaers    |
| 5  | Rep. Ceca (bandiera)      | C     | Denis Višinský   |
| 6  | Ucraina (bandiera)        | C     | Ivan Varfolomeev |
| 7  | Rep. Ceca (bandiera)      | A     | Michael Rabušic  |
| 9  | Rep. Ceca (bandiera)      | A     | Jakub Hudák      |
| 10 | Slovacchia (bandiera)     | A     | Ľubomír Tupta    |
| 11 | Rep. Ceca (bandiera)      | C     | Christián Frýdek |
| 14 | Rep. Ceca (bandiera)      | A     | Filip Horský     |
| 15 | Costa d'Avorio (bandiera) | C     | Mohamed Doumbia  |
| 16 | Paesi Bassi (bandiera)    | A     | Olaf Kok         |
| 17 | Rep. Ceca (bandiera)      | D     | Ondřej Lehoczki  |
| 18 | Rep. Ceca (bandiera)      | D     | Josef Koželuh    |
| 19 | Rep. Ceca (bandiera)      | C     | Nicolas Penner   |

| N. |                       | Ruolo | Calciatore         |
| -- | --------------------- | ----- | ------------------ |
| 20 | Rep. Ceca (bandiera)  | D     | Dominik Preisler   |
| 21 | Slovacchia (bandiera) | A     | Lukáš Letenay      |
| 24 | Rep. Ceca (bandiera)  | D     | Michal Fukala      |
| 25 | Nigeria (bandiera)    | A     | Ahmad Ghali        |
| 26 | Rep. Ceca (bandiera)  | C     | Lukáš Masopust     |
| 27 | Rep. Ceca (bandiera)  | C     | Daniel Tetour      |
| 28 | Rep. Ceca (bandiera)  | C     | Jan Žambůrek       |
| 29 | Lettonia (bandiera)   | A     | Raimonds Krollis   |
| 30 | Rep. Ceca (bandiera)  | D     | Denis Halinský     |
| 31 | Rep. Ceca (bandiera)  | P     | Hugo Jan Bačkovský |
| 32 | Rep. Ceca (bandiera)  | P     | Lukaš Pešl         |
| 33 | Grecia (bandiera)     | D     | Marios Pourzitidīs |
| 37 | Cile (bandiera)       | C     | Matěj Chaluš       |
|    | Nigeria (bandiera)    | A     | Chidera Okoh       |
|    | Francia (bandiera)    | D     | Ange N'Guessan     |

### Rosa 2023-2024
Aggiornata al 7 febbraio 2024.
| N. |                           | Ruolo | Calciatore       |
| -- | ------------------------- | ----- | ---------------- |
| 1  | Rep. Ceca (bandiera)      | P     | Tomáš Koubek     |
| 2  | Rep. Ceca (bandiera)      | D     | Dominik Plechatý |
| 3  | Rep. Ceca (bandiera)      | D     | Jan Mikula       |
| 4  | Belgio (bandiera)         | D     | Milan Govaers    |
| 5  | Rep. Ceca (bandiera)      | C     | Denis Višinský   |
| 6  | Ucraina (bandiera)        | C     | Ivan Varfolomeev |
| 7  | Rep. Ceca (bandiera)      | A     | Michael Rabušic  |
| 9  | Rep. Ceca (bandiera)      | A     | Jakub Hudák      |
| 10 | Slovacchia (bandiera)     | A     | Ľubomír Tupta    |
| 11 | Rep. Ceca (bandiera)      | C     | Christián Frýdek |
| 14 | Rep. Ceca (bandiera)      | A     | Filip Horský     |
| 15 | Costa d'Avorio (bandiera) | C     | Mohamed Doumbia  |
| 16 | Paesi Bassi (bandiera)    | A     | Olaf Kok         |
| 17 | Rep. Ceca (bandiera)      | D     | Ondřej Lehoczki  |
| 18 | Rep. Ceca (bandiera)      | C     | Milan Lexa       |

| N. |                       | Ruolo | Calciatore         |
| -- | --------------------- | ----- | ------------------ |
| 19 | Rep. Ceca (bandiera)  | C     | Nicolas Penner     |
| 20 | Rep. Ceca (bandiera)  | D     | Dominik Preisler   |
| 21 | Slovacchia (bandiera) | A     | Lukáš Letenay      |
| 24 | Rep. Ceca (bandiera)  | D     | Michal Fukala      |
| 25 | Nigeria (bandiera)    | A     | Ahmad Ghali        |
| 26 | Croazia (bandiera)    | A     | Luka Kulenović     |
| 27 | Rep. Ceca (bandiera)  | C     | Daniel Tetour      |
| 28 | Rep. Ceca (bandiera)  | C     | Jan Žambůrek       |
| 29 | Lettonia (bandiera)   | A     | Raimonds Krollis   |
| 30 | Rep. Ceca (bandiera)  | D     | Filip Prebsl       |
| 31 | Rep. Ceca (bandiera)  | P     | Hugo Jan Bačkovský |
| 32 | Rep. Ceca (bandiera)  | P     | Lukaš Pešl         |
| 33 | Grecia (bandiera)     | D     | Marios Pourzitidīs |
| 37 | Cile (bandiera)       | C     | Matěj Chaluš       |
|    | Nigeria (bandiera)    | A     | Chidera Okoh       |

### Rosa 2022-2023
Aggiornata al 15 agosto 2022.
| N. |                           | Ruolo | Calciatore        |
| -- | ------------------------- | ----- | ----------------- |
| 1  | Belgio (bandiera)         | P     | Olivier Vliegen   |
| 2  | Rep. Ceca (bandiera)      | D     | Dominik Plechatý  |
| 3  | Rep. Ceca (bandiera)      | D     | Jan Mikula        |
| 4  | Ucraina (bandiera)        | D     | Maksym Talovjerov |
| 5  | Rep. Ceca (bandiera)      | C     | Denis Višinský    |
| 6  | Ucraina (bandiera)        | C     | Ivan Varfolomeev  |
| 7  | Rep. Ceca (bandiera)      | A     | Michael Rabušic   |
| 8  | Rep. Ceca (bandiera)      | C     | Lukáš Červ        |
| 9  | Rep. Ceca (bandiera)      | A     | Matyáš Kozák      |
| 10 | Slovacchia (bandiera)     | A     | Karol Mészáros    |
| 11 | Rep. Ceca (bandiera)      | C     | Christián Frýdek  |
| 14 | Paesi Bassi (bandiera)    | A     | Mick van Buren    |
| 15 | Costa d'Avorio (bandiera) | C     | Mohamed Doumbia   |

| N. |                                 | Ruolo | Calciatore             |
| -- | ------------------------------- | ----- | ---------------------- |
| 17 | Rep. Ceca (bandiera)            | C     | Jan Matoušek           |
| 19 | Bosnia ed Erzegovina (bandiera) | A     | Imad Rondić            |
| 20 | Rep. Ceca (bandiera)            | D     | Dominik Preisler       |
| 22 | Rep. Ceca (bandiera)            | C     | Tomáš Polyák           |
| 23 | Rep. Ceca (bandiera)            | D     | Theodor Gebre Selassie |
| 24 | Rep. Ceca (bandiera)            | D     | Michal Fukala          |
| 25 | Nigeria (bandiera)              | A     | Ahmad Ghali            |
| 29 | Guinea (bandiera)               | C     | Kamso Mara             |
| 30 | Rep. Ceca (bandiera)            | D     | Filip Prebsl           |
| 31 | Rep. Ceca (bandiera)            | P     | Jan Stejskal           |
| 32 | Rep. Ceca (bandiera)            | P     | Lukaš Pešl             |
| 33 | Grecia (bandiera)               | D     | Marios Pourzitidīs     |
| 39 | Slovacchia (bandiera)           | A     | Ľubomír Tupta          |

### Rosa 2021-2022
| N. |                                 | Ruolo | Calciatore       |
| -- | ------------------------------- | ----- | ---------------- |
| 1  | Belgio (bandiera)               | P     | Olivier Vliegen  |
| 2  | Rep. Ceca (bandiera)            | D     | Dominik Plechatý |
| 3  | Rep. Ceca (bandiera)            | D     | Jan Mikula       |
| 5  | Rep. Ceca (bandiera)            | C     | Jan Šulc         |
| 6  | Slovacchia (bandiera)           | C     | Miroslav Stoch   |
| 7  | Rep. Ceca (bandiera)            | A     | Michael Rabušic  |
| 8  | Rep. Ceca (bandiera)            | C     | Filip Havelka    |
| 9  | Bahrein (bandiera)              | A     | Yusuf Helal      |
| 10 | Slovacchia (bandiera)           | C     | Karol Mészáros   |
| 11 | Rep. Ceca (bandiera)            | C     | Christián Frýdek |
| 14 | Costa d'Avorio (bandiera)       | C     | Christ Tiéhi     |
| 17 | Rep. Ceca (bandiera)            | C     | Jan Matoušek     |
| 18 | Slovacchia (bandiera)           | D     | Martin Koscelník |
| 19 | Bosnia ed Erzegovina (bandiera) | A     | Imad Rondić      |

| N. |                       | Ruolo | Calciatore             |
| -- | --------------------- | ----- | ---------------------- |
| 20 | Rep. Ceca (bandiera)  | D     | Ondřej Lehoczki        |
| 22 | Slovacchia (bandiera) | C     | Michal Faško           |
| 23 | Rep. Ceca (bandiera)  | D     | Theodor Gebre Selassie |
| 24 | Rep. Ceca (bandiera)  | D     | Michal Fukala          |
| 25 | Rep. Ceca (bandiera)  | C     | Jakub Nečas            |
| 27 | Rep. Ceca (bandiera)  | C     | Dominik Gembický       |
| 28 | Rep. Ceca (bandiera)  | C     | Kristian Michal        |
| 29 | Slovacchia (bandiera) | A     | Ľubomír Tupta          |
| 30 | Rep. Ceca (bandiera)  | A     | Ondřej Novotný         |
| 32 | Rep. Ceca (bandiera)  | P     | Lukáš Pešl             |
| 33 | Grecia (bandiera)     | D     | Marios Pourzitidīs     |
| 34 | Rep. Ceca (bandiera)  | P     | Milan Knobloch         |
| 37 | Rep. Ceca (bandiera)  | D     | Matěj Chaluš           |
| 38 | Slovacchia (bandiera) | D     | Lukáš Štetina          |

### Rosa 2020-2021
| N. |                       | Ruolo | Calciatore       |
| -- | --------------------- | ----- | ---------------- |
| 1  | Rep. Ceca (bandiera)  | P     | Filip Nguyen     |
| 2  | Rep. Ceca (bandiera)  | D     | Jakub Jugas      |
| 3  | Rep. Ceca (bandiera)  | D     | Jan Mikula       |
| 4  | Rep. Ceca (bandiera)  | D     | Ondřej Karafiát  |
| 5  | Rep. Ceca (bandiera)  | C     | Jan Šulc         |
| 6  | Guinea (bandiera)     | C     | Kamso Mara       |
| 7  | Rep. Ceca (bandiera)  | A     | Michael Rabušic  |
| 8  | Colombia (bandiera)   | C     | John Mosquera    |
| 9  | Slovacchia (bandiera) | A     | Ľubomír Tupta    |
| 10 | Rep. Ceca (bandiera)  | C     | Jakub Pešek      |
| 11 | Rep. Ceca (bandiera)  | C     | Jan Matoušek     |
| 14 | Rep. Ceca (bandiera)  | A     | Dominik Gembický |
| 13 | Rep. Ceca (bandiera)  | D     | Miroslav Dvořák  |
| 15 | Austria (bandiera)    | C     | David Cancola    |
| 16 | Slovacchia (bandiera) | A     | Lukáš Csáno      |
| 17 | Rep. Ceca (bandiera)  | C     | Andriy Yuzvak    |

| N. |                                 | Ruolo | Calciatore             |
| -- | ------------------------------- | ----- | ---------------------- |
| 18 | Slovacchia (bandiera)           | C     | Martin Koscelník       |
| 19 | Bosnia ed Erzegovina (bandiera) | A     | Imad Rondić            |
| 22 | Slovacchia (bandiera)           | C     | Michal Faško           |
| 23 | Rep. Ceca (bandiera)            | D     | Theodor Gebre Selassie |
| 24 | Rep. Ceca (bandiera)            | D     | Michal Fukala          |
| 25 | Rep. Ceca (bandiera)            | A     | Jakub Nečas            |
| 26 | Rep. Ceca (bandiera)            | C     | Radim Černický         |
| 28 | Rep. Ceca (bandiera)            | C     | Kristian Michal        |
| 29 | Costa d'Avorio (bandiera)       | D     | Mohamed Tijani         |
| 33 | Grecia (bandiera)               | D     | Marios Pourzitidīs     |
| 31 | Rep. Ceca (bandiera)            | P     | Lukáš Hasalík          |
| 32 | Rep. Ceca (bandiera)            | P     | Lukas Pesl             |
| 34 | Rep. Ceca (bandiera)            | P     | Milan Knobloch         |
| 37 | Rep. Ceca (bandiera)            | D     | Matěj Chaluš           |
|    | Francia (bandiera)              | A     | Adama Diamé            |